# I Can Make You Feel Like
Az I Can Make You Feel Like című dal a német Maxx duó 4. és egyben utolsó kimásolt kislemeze a To The Maxximum című albumról. A dal 1995 májusában jelent meg, és nem ért el átütő sikert, csupán az angol kislemezlista 56. helyéig jutott.

## Megjelenések
12"  Egyesült Királyság Pulse-8 Records – 12LOSE 88
- A1	I Can Make You Feel Like (Original Mix) - 5:55
- A2	No More (Bass Bumpers Remix) - 5:47
- B1	Get Away (Twilight Mix) - 5:38
- B2	Get Away (2am Club Mix) - 5:21

## Slágerlista
| Chart (1995)                          | Peak position |
| ------------------------------------- | ------------- |
| Egyesült Királyság (UK Singles Chart) | 56            |